# Tetefortina wintreberti
Tetefortina wintreberti är en insektsart som beskrevs av Marius Descamps 1964. Tetefortina wintreberti ingår i släktet Tetefortina och familjen Euschmidtiidae. Inga underarter finns listade i Catalogue of Life.